# Águeda de la Pisa
Águeda de la Pisa Prieto de la Cal (Palencia, 1942) es una pintora española, conocida por sus obras abstractas. Formó parte del Grupo Ruedo ibérico. El conjunto de su carrera artística fue reconocida con el Premio Castilla y León de las Artes (2015).

## Estudios
Nació en Palencia y, tras el fallecimiento de su padre y con solo dos años, se trasladó con su familia a Valladolid. En esta ciudad estudió dibujo con Eugenio Ramos Sanz a finales de la década de 1950. Con catorce años ya supo que su vocación era la pintura, algo que provocó ciertas reticencias familiares. Ya terminado el bachillerato, se trasladó a Madrid donde siguió sus estudios artísticos en la academia de Eduardo Peña y en la Escuela de Artes y Oficios, en la sección de modelado. En esa época frecuentó los talleres de dibujo del Círculo de Bellas Artes de Madrid.
Su primera exposición fue en 1964, en la sala de la Caja de Ahorros Provincial de Valladolid, con obras de tema y técnica académicos (paisajes, bodegones, retratos). El poeta Francisco Pino (con quien tendría una intensa relación artística y humana) apadrinó con un texto esta primera exposición.

## Carrera artística
A partir de mediados de la década de 1970 y tras haber practicado otros estilos, se inclina definitivamente por la abstracción y muestra una gran influencia de los pintores de la Escuela de Nueva York. 
En 1987 formó parte del grupo artístico Ruedo Ibérico, creado por el pintor José Caballero, en el que estaban integrados los también artistas plásticos Salvador Victoria, José María Iglesias, José Luis Fajardo, Luis Caruncho y Álvaro Delgado. De todo el grupo, De la Pisa era la integrante más joven y la única mujer. En su defensa del experimentalismo y su rechazo a la actitud oficial en las artes plásticas fueron muy importantes las aportaciones teóricas de José Luis Morales y del poeta José Manuel Caballero Bonald, quienes también formaban parte del grupo. Ruedo Ibérico organizó varias exposiciones nacionales e internacionales, la más importante de todas la que se vio en el Centro Cultural de la Villa (Madrid) en 1991.
En la década de 1990 incorpora a su técnica el collage y el acrílico (en vez del óleo, que había empleado hasta entonces). A mediados de la década de 2000 empieza a desarrollar sus obras también a partir de fotografías.
Estuvo casada con el promotor cultural y crítico de arte Antonio Bernabéu. 